# Гайнріх Кнір
Гайнріх Кнір (нім. Heinrich Knirr; 2 вересня 1862, Панчова, Австро-Угорщина (нині Сербія) — 26 травня 1944, Штаудах) — німецький художник.

## З біографії
Навчався живопису у Віденській академії мистецтв у Християна Гріпенкерля і Карла Вурцінгера, потім в Мюнхенській Академії образотворчого мистецтва у Габріеля фон Хакля і Людвіга Льофтца. В 1888—1914 р. тримав приватну школу живопису в Мюнхені, де навчалися, зокрема, Едмунд Штепес і Пауль Клее, а з українських митців — Валентин Войно-Ясенецький та Вадим Меллер.
Найбільшої популярності Кнір досяг в роки Третього рейху. Виконаний ним парадний портрет Гітлера (1935), призначений для відкриття щорічної Великої Німецької виставки мистецтв у Мюнхені, став одним з найбільш визнаних офіційних зображень фюрера.